# Maxime Gorki
« Gorki » redirige ici. Pour les autres significations, voir Gorki (homonymie).
Œuvres principales
- Essais et Histoires (1899)
- Les Bas-fonds (1902)
- La Mère (1906/1907)
- Enfance. En gagnant mon pain. Mes universités (1914-1923)
- La maison Artamonov (ru) (1925)
- La Vie de Klim Samguine (1925-1936)

Maxime Gorki, parfois orthographié Gorky (en russe : Максим Горький, Maksim Gor'kij), nom de plume d’Alexis Pechkov (en russe : Алексей Максимович Пешков, Alekseï Maksimovitch Pechkov), est un écrivain russe né le 16 mars 1868 (28 mars dans le calendrier grégorien) à Nijni Novgorod et mort le 18 juin 1936 à Moscou. Il est considéré comme un des fondateurs du réalisme socialiste en littérature et fut un homme engagé politiquement et intellectuellement aux côtés des révolutionnaires bolcheviques.
Enfant pauvre, autodidacte, formé par les difficultés et les errances de sa jeunesse, passé par le journalisme, il devient un écrivain célèbre dès ses débuts littéraires. Auteur de nouvelles pittoresques mettant en scène les misérables de la Russie profonde (Essais et Histoires, 1898), de pièces de théâtre dénonciatrices comme Les Bas-fonds en 1902 ou de romans socialement engagés comme La Mère, publié en 1907, il racontera aussi sa vie dans une trilogie autobiographique : Enfance (1914), En gagnant mon pain (1915-1916), Mes universités (1923).
Dès ses débuts littéraires, Gorki partage l'idéal des partis progressistes et se lie avec les bolcheviques et avec Lénine. Plusieurs fois emprisonné pour ses prises de position, en particulier lors de la révolution de 1905, il quitte la Russie et voyage aux États-Unis pour collecter des fonds pour le mouvement bolchevique. À son retour en 1906, il doit s'exiler à Capri pour des raisons à la fois médicales et policières.
Rentré en Russie à la suite d'une amnistie en 1913, Maxime Gorki est proche de Lénine et des révolutionnaires, mais formule des critiques dès novembre 1917 qui lui valent les menaces du pouvoir : inquiet et malade de la tuberculose, il quitte la Russie en octobre 1921 et se fixe de nouveau dans le sud de l'Italie en 1924.
Encouragé par Staline, il revient plusieurs fois en URSS après 1929 et s'y réinstalle définitivement en 1932 : il devient un membre éminent de la nomenklatura soviétique et participe à la propagande du régime qui l'honore mais le surveille en même temps. Il meurt en juin 1936 dans des circonstances qui ont prêté au soupçon. Le régime lui organise des funérailles nationales et en fera l'écrivain soviétique par excellence.

## Biographie

### Formation

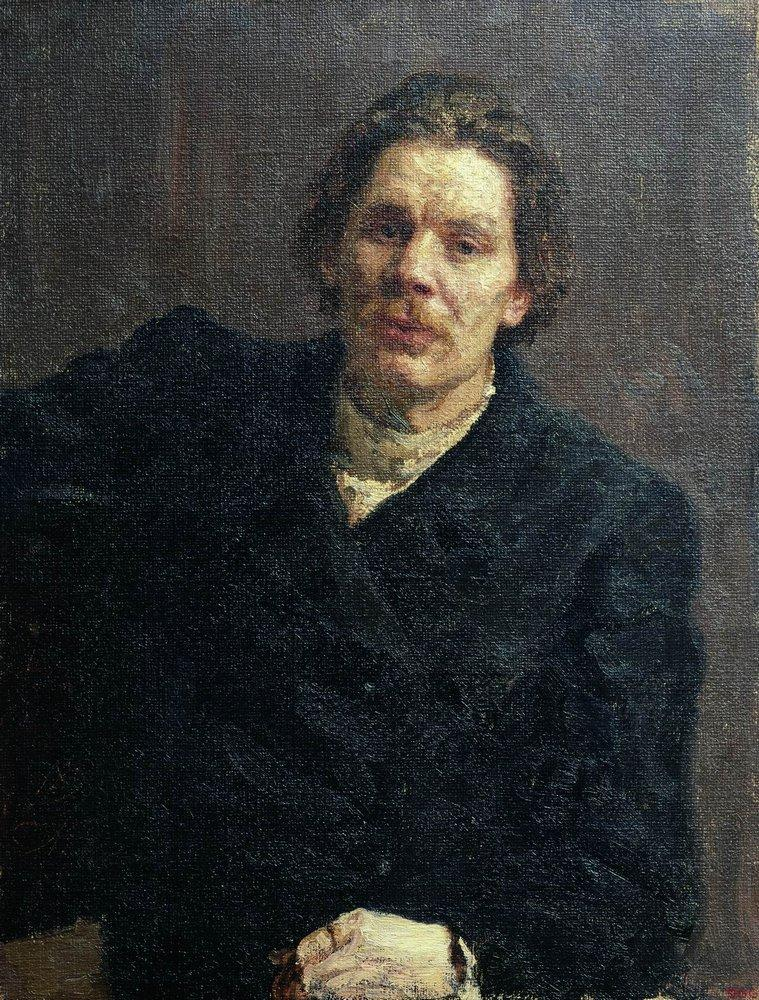
Maxime Gorki, portrait par Ilia Répine (1899).

Alexis Maximovitch Pechkov, le futur Maxime Gorki, est né le 16 mars 1868 (28 mars dans le calendrier grégorien) à Nijni Novgorod sur la Volga dans un milieu modeste. Il passa les premières années de sa vie à Astrakhan, où son père était agent maritime après avoir quitté son atelier d'artisan ébéniste de Nijni Novgorod. L'enfant revint dans sa ville natale à la mort de son père emporté par le choléra en 1871. Alexis avait alors trois ans. Sa mère retourna chez ses parents qui tenaient un petit atelier de teinturerie mais mourut de la tuberculose. Orphelin de mère à dix ans, il fut élevé durement par un grand-père violent et une grand-mère excellente conteuse, douce et pieuse : il apprit ainsi à survivre dans un contexte difficile mais pittoresque qu'il évoquera dans le premier volet de son autobiographie, Enfance.
Forcé par son grand-père de quitter l'école à douze ans, il pratiqua plusieurs petits métiers comme cordonnier ou graveur dans la ville de Kazan. Très affecté par la mort de sa grand-mère et voyant s'échapper son rêve de devenir « homme de lettres » (il n'avait pu se préparer ni à l'université ni même à l'examen d'instituteur), il tenta de se suicider en décembre 1887 mais survécut à la balle qu'il s'était tirée près du cœur ; toutefois, celle-ci endommagea gravement son poumon gauche et il souffrit toute sa vie de faiblesse respiratoire. Il entreprit ensuite une très longue errance à pied de plusieurs années dans le sud de l'empire russe et les régions du Caucase, lisant en autodidacte, effectuant différents métiers comme docker ou veilleur de nuit et accumulant des impressions qu'il utilisera plus tard dans ses œuvres : il racontera cette période de formation dans Mes universités.
À 24 ans, il décida de rentrer dans le rang et devint journaliste pour plusieurs publications de province. Il écrivait sous le pseudonyme de Jehudiel Khlamida (Иегудиил Хламида) puis commença à utiliser aussi le pseudonyme de Gorki (qui signifie littéralement « amer », surnom que portait son père) en 1892 dans un journal de Tiflis, Kavkaz (Кавказ qui signifie « Le Caucase ») : ce nom reflétait sa colère bouillonnante à propos de la vie en Russie et sa détermination à dire l'amère vérité.
Il collabore à partir de 1893 avec le Bulletin russe dirigé alors par Mikhaïl Sabline, qui publie notamment Emelian Piliaï (Емельян Пиляй). En octobre 1893 Volgar (Batelier de la Volga) publie son Makar Tchoudra (Макар Чудра) déjà paru dans Kvakaz un an plus tôt. Gorki profite de cette occasion pour soumettre au rédacteur en chef du journal Alekseï Drobych-Drobychevski quelques autres de ses récits. Il tente ensuite sa chance dans le célèbre mensuel Rousskoe bogatstvo (Русское богатство qui signifie « La Richesse russe ») en lui proposant trois poèmes, mais les trois seront refusés. Toujours en 1893, Gorki est embauché comme rédacteur permanent au Journal de Samara. Puis, en 1895, il conquiert enfin le poste de rédacteur en chef de Rousskoe bogatstvo Nikolaï Mikhaïlovski, avec son Tchelkach qu'il soumet toutefois sur le conseil de Mikhaïlovski à la rédaction de son ami Vladimir Korolenko, un auteur beaucoup plus aguerri. Le mensuel moscovite Rousskaïa mysl en donne une critique élogieuse. En décembre 1896, Le Messager du Nord publie son récit Le Chenapan (Ozornik).

### Débuts littéraires et premiers engagements politiques

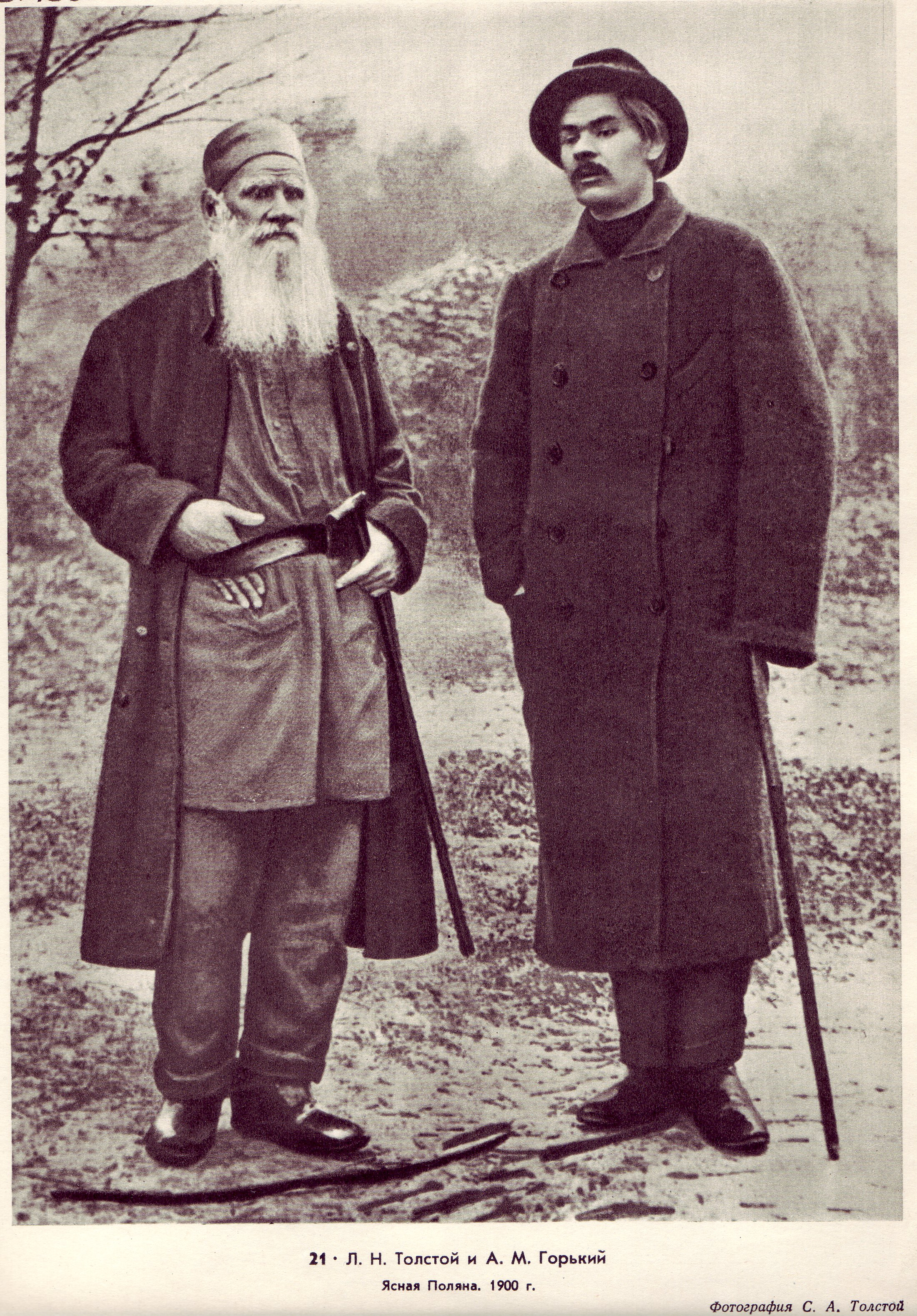
Léon Tolstoï avec Gorki.

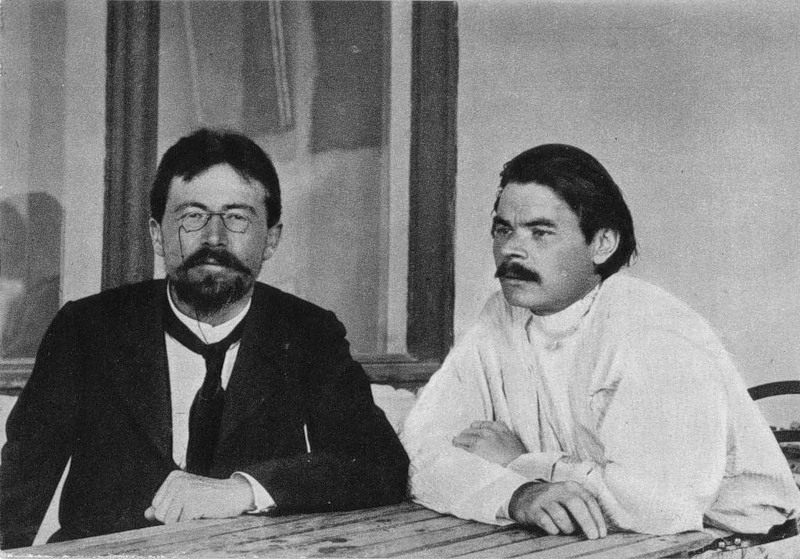
Anton Tchekhov et Gorki. Yalta, 1900.

Le premier ouvrage de Gorki Esquisses et récits (en russe : Очерки и рассказы) parut en 1898 et connut un succès extraordinaire, en Russie et à l'étranger, qui lança sa carrière d'écrivain pittoresque et social. Il y décrivait la vie des petites gens en marge de la société (les « bossiaks », les va-nu-pieds), révélant leurs difficultés, les humiliations et les brutalités dont ils étaient victimes mais aussi leur profonde humanité. Gorki acquit ainsi la réputation d'être une voix unique issue des couches populaires et l'avocat d'une transformation sociale, politique et culturelle de la Russie, ce qui lui valut d'être apprécié à la fois de l'intelligentsia - il entretiendra des liens de sympathie avec Anton Tchekhov et Léon Tolstoï -, et des travailleurs les plus « conscientisés ». Une des nouvelles s'intitule Les Époux Orlov.
En 1895, il rencontra à Samara Ekaterina Voljina (1876–1965), correctrice à la rédaction du journal local, qui appartenait à la franc-maçonnerie et était acquise à ses idées révolutionnaires. Il l'épousa le 11 septembre 1896, le couple ayant deux enfants, Maxime (né en 1897) et une fille nommée Ekaterina (1898, morte à l'âge de cinq ans d'une méningite).
Dans le même temps, à partir de 1898, il s'affiche proche du mouvement social-démocrate marxiste naissant. Le 3 mars 1898, selon plusieurs sources, Gorki participe à un attentat d'un groupe se réclamant de cette mouvance. Leur cible est l'icône miraculeuse de Notre-Dame de Koursk, l'une des plus vénérées de Russie, que les hommes du groupe veulent détruire dans le but de « ridiculiser » la religion,. Dans ce but, une bombe est cachée discrètement à côté de l'icône, dans la Cathédrale qui l'abrite. L'explosion provoque des dégâts, notamment les vitres du bâtiment qui sont toutes détruites, mais l'icône sort de l'attentat complètement intacte.
Gorki sympathise en outre avec de nombreux révolutionnaires, devenant même l'ami personnel de Lénine après leur rencontre en 1902. Il gagna encore en célébrité quand il démontra la manipulation de la presse par le gouvernement lors de l'affaire Matvei Golovinski, qui fut contraint à l'exil après la dénonciation de Gorki prouvant l'implication de la police secrète, l'Okhrana, dans la rédaction et la publication du Protocole des sages de Sion. Son élection en 1902 à l'Académie impériale fut annulée par l'empereur Nicolas II, ce qui entraîna par solidarité la démission des académiciens Anton Tchekhov et Vladimir Korolenko.
Les années 1900-1905 montrent un optimisme grandissant dans les écrits de Gorki et ses œuvres les plus déterminantes dans cette période sont une série de pièces de théâtre à thèmes politiques dont la plus célèbre est Les Bas-fonds, représentée après des difficultés avec la censure en 1902 à Moscou avec un grand succès et montée ensuite dans toute l'Europe et aux États-Unis. Maxime Gorki s'engagea alors davantage dans l'opposition politique et fut même emprisonné brièvement pour cet engagement en 1901. En 1904, chez le célèbre critique Vladimir Stassov, il fit la connaissance du poète Samuel Marchak et l'invita chez lui en Crimée. Il fut de nouveau incarcéré à la forteresse Pierre-et-Paul de Saint-Pétersbourg durant la révolution avortée de 1905 : il y écrivit sa pièce Les Enfants du soleil, formellement située durant l'épidémie de choléra de 1862, mais clairement comprise comme représentant les événements de l'actualité. Sa maîtresse officielle de 1904 à 1921 est l'ancienne actrice Maria Andreïeva, bolchévique de la première heure et future directrice des théâtres après la révolution d'Octobre.

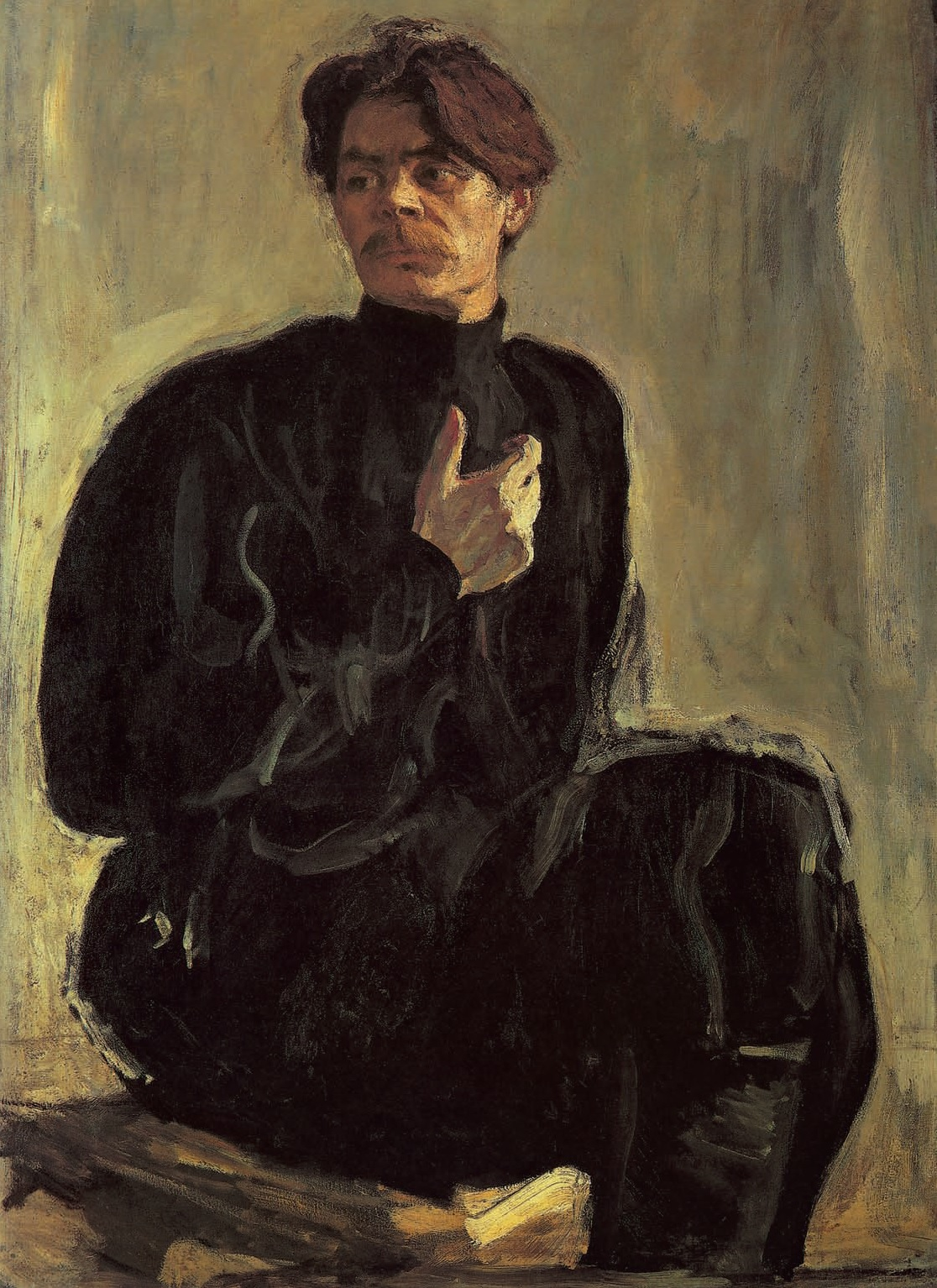
Gorki peint en 1905 par Valentin Serov.

Devenu riche par ces activités de romancier, de dramaturge et d'éditeur, il apporta son aide financière au Parti ouvrier social-démocrate de Russie (POSDR) en même temps qu'il soutenait les appels des libéraux pour une réforme des droits civiques et sociaux. La brutale répression de la manifestation des travailleurs demandant une réforme sociale le 9 janvier 1905, événement connu sous le nom de « Dimanche rouge » qui marqua le début de la révolution de 1905, semble avoir joué un rôle décisif dans la radicalisation de Gorki. Il devint alors très proche du courant bolchevique de Lénine sans qu'il soit assuré qu'il adhéra à ce mouvement : ses relations avec les Bolcheviques et Lénine demeureront d'ailleurs difficiles et conflictuelles.
En 1906, les Bolcheviques l'envoyèrent aux États-Unis pour lever des fonds de soutien et c'est pendant ce voyage que Gorki commença son célèbre roman La Mère (Мать ; qui paraît d’abord en anglais à Londres, puis en russe en 1907) sur la conversion à l'action révolutionnaire d'une femme du peuple à la suite de l'emprisonnement de son fils. Il rencontra Theodore Roosevelt et Mark Twain, mais dut aussi subir les critiques d'une presse qui se scandalisait de la présence à ses côtés de sa maîtresse Maria Andreïeva et non de sa femme Yekaterina Pechkova. Cette expérience de l'Amérique l'amena à approfondir sa condamnation de « l'esprit bourgeois » et le confirma dans son admiration pour la vitalité du peuple américain.

### Le premier exil à Capri
De 1906 à 1913, Gorki vécut à Capri à la fois pour des raisons de santé et pour échapper à la répression croissante en Russie. Il continua cependant à soutenir les progressistes russes, particulièrement les Bolcheviques, et à écrire des romans et des essais. Il bâtit aussi avec d'autres émigrés bolcheviques comme Alexandre Bogdanov ou Anatoli Lounatcharski, un système philosophique controversé intitulé « Construction de Dieu » qui cherchait, en prenant appui sur le mythe de la révolution, à définir une spiritualité socialiste où, riche de ses passions et de ses certitudes morales, l'humanité accéderait à la délivrance du mal et de la souffrance, et même de la mort. Bien que cette recherche philosophique ait été rejetée par Lénine, Gorki continua à croire que la « culture », c'est-à-dire les préoccupations morales et spirituelles, étaient plus fondamentales pour la réussite de la révolution que les solutions politiques ou économiques. C'est le thème du roman Une confession, paru en 1908.

### Le compagnonnage bolchevique
Profitant de l'amnistie décrétée pour le 300e anniversaire de la dynastie des Romanov, Gorki revint en Russie en 1913 et poursuivit sa critique sociale en guidant de jeunes écrivains issus du peuple et en écrivant les premières parties de son autobiographie, Ma vie d'enfant (1914) et En gagnant mon pain (1915-1916).
Durant la Première Guerre mondiale, son appartement de Petrograd fut transformé en salle de réunion bolchevique mais ses relations avec les communistes se dégradèrent. Il écrivit ainsi le 7 décembre 1917 : « Les bolcheviques ont placé le Congrès des soviets devant le fait accompli de la prise du pouvoir par eux-mêmes, non par les soviets. […] Il s’agit d’une république oligarchique, la république de quelques commissaires du peuple ». Puis deux semaines après la révolution d'Octobre : « Lénine et Trotsky n'ont aucune idée de la liberté et des droits de l'homme. Ils sont déjà corrompus par le sale poison du pouvoir ». Son journal Novaïa Jizn (Новая Жизнь ou « Nouvelle vie ») fut censuré par les bolcheviques. En 1918, il écrivit une série de critiques du bolchevisme: ces Pensées intempestives furent publiées posthumes, après la chute de l'URSS. Il y compare Lénine à la fois au tsar (pour sa tyrannie inhumaine : arrestations et répression de la liberté de penser) et à l'anarchiste Serge Netchaïev (pour ses pratiques de comploteur). En 1919, une lettre de Lénine le menaça clairement de mort s'il ne changeait pas ses prises de position.
En août 1921, il ne put sauver son ami Nikolaï Goumiliov, fusillé par la Tchéka malgré son intervention auprès de Lénine. En octobre de la même année, Gorki quitta la Russie et séjourna dans différentes villes d'eau en Allemagne. Puis, ayant achevé le troisième volet de son autobiographie, Mes universités (publié en 1923), il retourna en Italie pour soigner sa tuberculose, et s’installe à Sorrente en 1924. Il resta en contact avec son pays et revint plusieurs fois en Union soviétique après 1929, occasions que Staline mit à profit pour lui faire une cour assidue et devenir son ami. C'est aussi à l'une de ces occasions que Gorki signe une lettre demandant aux autorités la destruction de la Cathédrale du Christ-Sauveur, l'une des plus grandes églises de Russie, et qui sera détruite selon le plan des autorités en 1931.
Gorki finit par accepter la proposition d'un retour définitif que lui fit Staline en 1932 : on discute les raisons de ce retour, motivé par des difficultés financières selon les uns (comme Alexandre Soljenitsyne), ou par ses convictions politiques selon les autres.

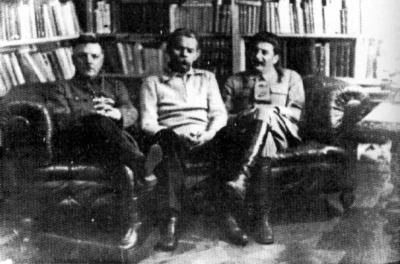
1931, Vorochilov, Gorki, Staline (de gauche à droite).

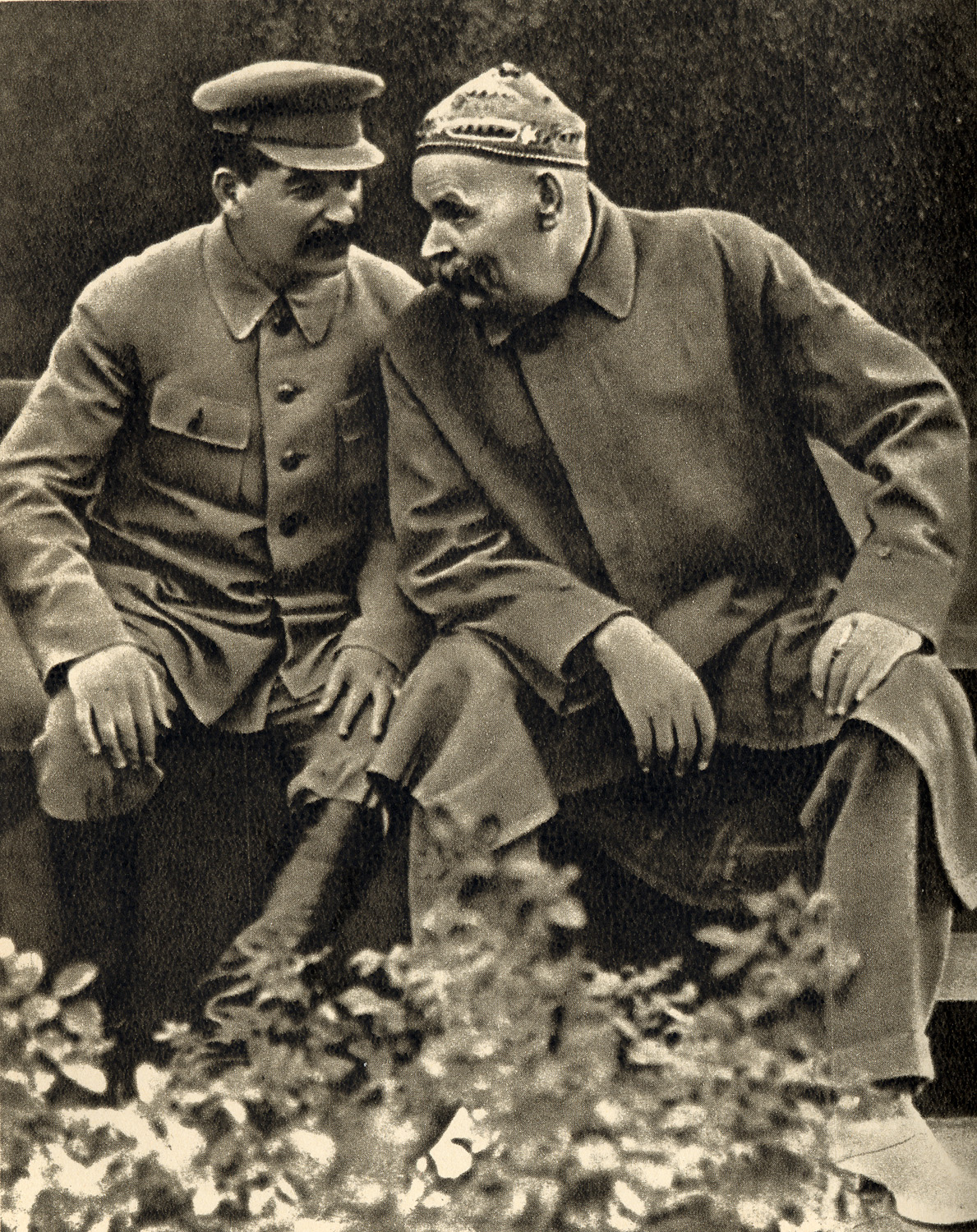
Staline et Gorki.

En raison de sa stature littéraire, Gorki échappe aux purges. La propagande tire parti de son départ de l'Italie fasciste pour retrouver sa patrie : il reçut la médaille de l’ordre de Lénine en 1933 et fut élu président de l'Union des écrivains soviétiques en 1934. Il devient ainsi la caution de la nouvelle doctrine du « réalisme socialiste ». Cela lui vaut d'être installé, à Moscou, dans un hôtel particulier ayant appartenu au richissime Nikolaï Riabouchinski (aujourd'hui le Musée Gorki) ; on lui accorde également une datcha à la campagne, une villa en Crimée et un important personnel issu de la Guépéou. Staline, voulant « arrimer au Parti avec des câbles solides » ce « vaniteux », son nom fut donné à l'une des artères principales de la capitale (rue Tverskaïa), mais aussi à sa ville natale — qui ne retrouvera son nom primitif de Nijni Novgorod qu'en 1991, à la dislocation de l'Union soviétique. Le plus gros avion du monde construit au milieu des années 1930, le Tupolev ANT-20, fut baptisé lui aussi baptisé « Maxime Gorki ». Cette consécration soviétique est illustrée par de nombreuses photographies où il apparaît aux côtés de Staline et d'autres responsables de premier plan qui passaient beaucoup de temps chez lui, comme Vorochilov, Guenrikh Iagoda et Molotov.
Sa visite du camp de travail soviétique des îles Solovetski (ou Solovki), maquillé à cette occasion,, le conduisit à écrire un article positif sur le Goulag en 1929, ce qui déclencha des polémiques en Europe : Gorki dira plus tard l'avoir écrit sous la contrainte des censeurs soviétiques. Par ailleurs, Gorki participa activement à la propagande stalinienne, déclarant notamment dans la Pravda à propos des koulaks : « Si l’ennemi ne se rend pas, il faut l’exterminer ».
Évoquant les bagnards du Goulag chargés des travaux sur le canal de la mer Blanche, il parle ainsi d'une « réhabilitation réussie des anciens ennemis du prolétariat ». À son initiative, trente-six écrivains participent en 1934 à l'ouvrage collectif Le canal Staline, histoire de la construction de la voie d’eau Baltique-mer Blanche, parmi lesquels on peut citer notamment Mikhaïl Zochtchenko, Bruno Jasieński, Evgueni Gabrilovitch. En 1937, tous les exemplaires sont retirés de la vente et les principaux protagonistes exterminés lors des grandes purges, parmi lesquels Leopold Awerbach (1903-1937) et Semion Firine (1898-1937), le directeur du canal.
Cependant, Gorki semble avoir été tiraillé entre sa fidélité au bolchevisme et ses idées sur la liberté indispensable aux artistes. Son statut lui permet de protéger d'autres écrivains; certains, proches du mouvement eurasiste (D. S. Mirsky, A. Durnyj), n'échapperont plus aux purges après son décès .
Il était d'ailleurs suspect aux yeux du régime et après l'assassinat de Sergueï Kirov en décembre 1934, le célèbre écrivain fut assigné à résidence à son domicile. 

### Mort
La mort soudaine de son fils Maxim Pechkov en mai 1935 et la mort rapide, attribuée à une pneumonie, de Maxime Gorki lui-même le 18 juin 1936 ont fait naître le soupçon d'un empoisonnement, mais rien n'a jamais pu être prouvé. Staline et Molotov furent deux des porteurs du cercueil de Gorki lors de ses funérailles qui furent mises en scène comme un événement national et international le 20 juin 1936 sur la place Rouge à Moscou. Durant la cérémonie, André Gide, invité en URSS par les autorités soviétiques, prononce un éloge funèbre de l'écrivain.
Maxime Gorki est inhumé dans la nécropole du mur du Kremlin, derrière le mausolée de Lénine.

## L'écrivain officiel

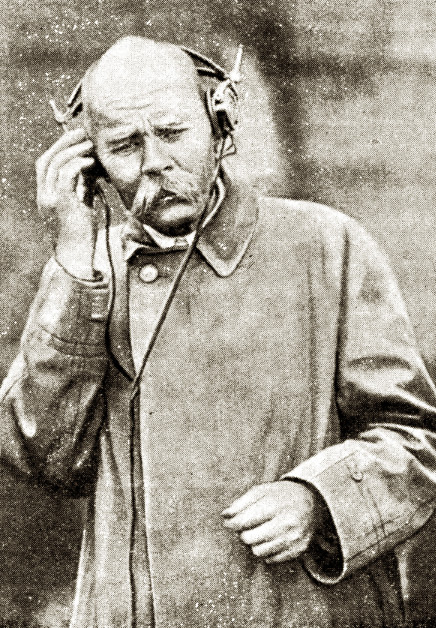
Maxime Gorki dans le studio de la radio de Nijni Novgorod.

À l'époque soviétique, avant et après sa mort, la complexité de la vie et des positions de Maxime Gorki a été gommée par l'image officielle répandue par des textes et des statues dans tout le pays. Il était présenté comme un grand écrivain russe sorti du peuple, loyal ami des bolcheviks et un des pères du « réalisme socialiste ». En revanche, il a été dénoncé par les intellectuels russes dissidents comme un écrivain compromis idéologiquement alors que des écrivains occidentaux soulignaient ses doutes et ses critiques du système. Aujourd'hui, ses œuvres jouissent d'une appréciation plus équilibrée.

## Regards sur l'œuvre
Gorki écrivait constamment, considérant la littérature moins comme un exercice esthétique (encore qu'il travaillât durement le style et la forme) que comme un acte moral et politique capable de changer le monde. À la fois auteur de romans, de nouvelles, de récits autobiographiques et de pièces de théâtre, Maxime Gorki écrivit aussi de nombreux textes de réflexion comme des articles, des essais ou des livres de souvenirs sur la politique (Lénine) ou le monde littéraire et artistique (Léon Tolstoï, Anton Tchekhov…).
On trouve au cœur de toute son œuvre sa foi dans la valeur profonde de la personne humaine (личность). Il opposait la vitalité des individus animés par leur dignité naturelle, leur énergie et leur volonté à ceux qui succombent à cause des conditions de vie dégradante qui leur sont imposées. D'ailleurs, ses livres comme ses lettres révèlent un « homme tourmenté » (comme il se décrit souvent lui-même), cherchant à résoudre des sentiments contradictoires d'espoir et de scepticisme, d'amour de la vie et de dégoût de la vulgarité et de la petitesse de l'humanité.
On[Qui ?] reconnaît aujourd'hui à Gorki le mérite d'avoir exprimé la complexité morale de la Russie moderne et d'illustrer à la fois les promesses et les dangers de la révolution russe. On reconnaît aussi généralement les faiblesses littéraires de ses œuvres engagées et démonstratives mais on salue sans restriction la veine réaliste et pittoresque des écrits autobiographiques qui, au-delà de son attachant parcours personnel, restituent la vie russe de la fin du XIXe siècle.

### Œuvres principales

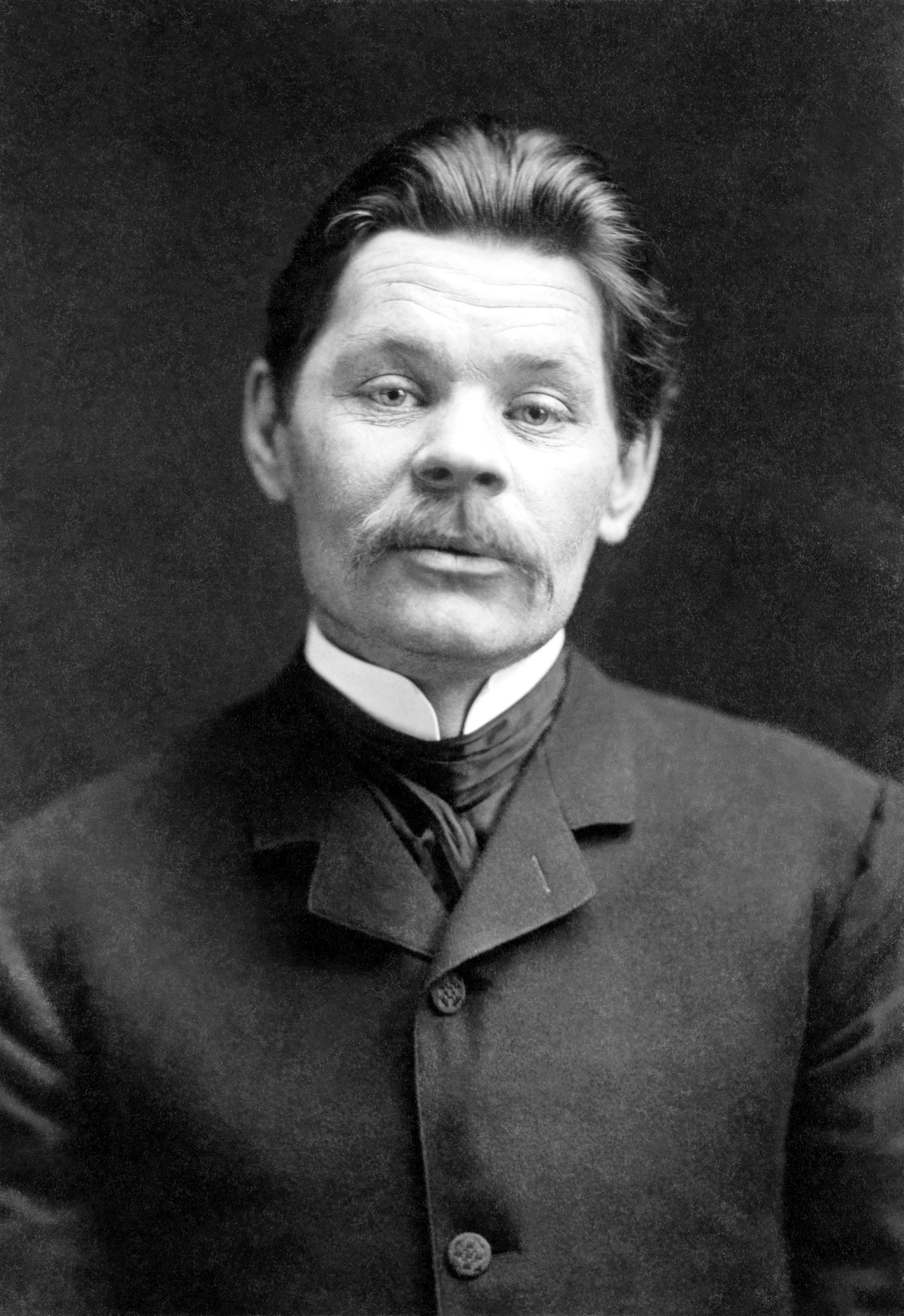
Gorki vers 1906.

- Esquisses et Récits (Очерки и рассказы) paru en 1898, connut un succès extraordinaire qui lança sa carrière d'écrivain pittoresque et social. Ce recueil de textes courts, publiés précédemment dans les journaux, décrivait la vie des petites gens en marge de la société (les « bossiaks », les va-nu-pieds), révélant leurs difficultés, les humiliations et les brutalités dont ils étaient victimes, mais aussi leur profonde humanité. Une des nouvelles de ce recueil s'intitule Les Époux Orlov.
- Foma Gordeïev (1899, Фома Гордеев) : son premier roman se déroule sur les bords de la Volga dans le milieu des marchands et du capitalisme.
- Les Petits Bourgeois (1901, Мещане, théâtre) où un ouvrier défend avec conviction et assurance les valeurs de la vraie humanité que l'intelligentsia a trahies.
- Les Trois (1901, Трое)
- Les Bas-fonds (1902, На дне) : pièce de théâtre, représentée en 1902, dans laquelle un idéaliste finalement admis par un groupe de personnages des bas-fonds de la société (prostituées, voleurs, criminels…) réussit à leur transmettre un message d'espoir et de pensée positive.
- Les Estivants (1904, Дачники'),
- Les Enfants du soleil (1905, Дети солнца'), pièce de théâtre formellement située durant l'épidémie de choléra de 1862, mais clairement comprise comme représentant les événements de 1905 et la tentative de révolution. Cette pièce pamphlétaire critique les intellectuels russes qui restent dans les débats théoriques alors que la situation exige un engagement dans l'action.
- Les Barbares (1905, Варвары) : pièce foisonnante montrant le quotidien mesquin d'une petite ville de province dont les oppositions sociales et les égoïsmes sont révélés par l'irruption de deux ingénieurs venus préparer l'arrivée du chemin de fer.
- Les Ennemis (1906) : pièce en trois actes qui met en scène l'affrontement des ouvriers et des patrons d'une usine.
- La Mère (1907, Мать). Son plus célèbre roman, dont le thème est la conversion à l'action révolutionnaire d'une femme du peuple à la suite de l'emprisonnement de son fils pour agitation sociale.
- Une vie inutile (1908, Жизнь ненужного человека), roman.
  - Une vie inutile  (trad. Annie Meynieux), Paris, Éditions Sillage, 2010, 320 p. (ISBN 978-2916266732)
- Une confession (1908, Исповедь) : Matveï, enfant trouvé, cherche la vérité sur Dieu et découvre que c'est le peuple qui par son énergie collective peut changer le monde. La religiosité du propos autour de la fonction messianique du peuple a été condamnée par les marxistes, Lénine en tête.
- Le Bourg d'Okourov (1909, Городок Окуров, roman, (traduction: Zinovy Lvobsky), éditions des Syrtes, 2022  (ISBN 978-29-407-0109-4)
- Une tragique enfance (1910, Жизнь Матвея Кожемякина), roman.
- La Fausse Monnaie (1913), pièce de théâtre.
- Autobiographie de Maxime Gorki est une trilogie comprenant : Enfance (1914, Детство), En gagnant mon pain (1915-1916, В людях), Mes universités (1923, Мои университеты ; rééd. Bartillat, trad. fr. Michel Dumesnil de Gramont, préf. Dominique Fernandez, 320 p., 2023  (ISBN 978-2841007547)). (Le Patron : récits autobiographiques de l'enfance à l'âge adulte.)
- Pensées intempestives (1917-1918), série de critiques du bolchevisme au pouvoir publiées dans le journal de Petrograd, Vie Nouvelle, dont il était le rédacteur.
- Notes de Journal (1924, Заметки из дневника).
- Récits 1922-1924 (1925, Рассказы 1922—1924 годов).
- La Maison Artamonov (1925, Дело Артамоновых, La fin des Artamonov), roman.
  - La fin des Artamonov (trad. Michel Dumesnil de Gramont, Calmann-Lévy, 1931
  - La Maison Artamonov  (trad. Michel Dumesnil de Gramont, préf. Valère Staraselski), Aden Belgique, coll. « Fonds rouge », 2011 (1re éd. 2010), 456 p. (ISBN 978-2805900891)
- La Vie de Klim Samguine (1925-1936, Жизнь Клима Самгина), dont l'histoire s'articule autour du personnage de Klim Samguine et qui décrit la période depuis les années 1880 jusqu'en 1918 dans la Russie tsariste - cela donne un autre titre au roman Quarante ans. La rédaction du quatrième (dernier) volume de ce roman-épopée reste inachevée[30].
  - Klim l'Enfant  (trad. Michel Dumesnil de Gramont), Éditions Rieder, coll. « Les prosateurs étrangers modernes », 1932, 305 p.
  - Klim l'Etudiant  (trad. Michel Dumesnil de Gramont), Éditions Rieder, 1935
  - Œuvres completes de Maxime Gorki. Vie de Klim Samguine (Quarante années). T.1-6, Hier et Aujourd'hui, 1949-1962
- Eux et Nous (1931) préfacé par Romain Rolland.
- Les Époux Orlov  (trad. Claude Momal), Paris, Allia, 2020, 120 p. (ISBN 979-10-304-1277-2)
- Le Bourg d'Okourov  (trad. Zinovy Lvovsky), Genève, éditions des Syrtes, 2022, 155 p. (ISBN 978-29-407-0109-4)
- Gorki et ses fils, correspondance (1901-1934).  (trad. Jean-Baptiste Godon), Genève, éditions des Syrtes, 2022, 399 p. (ISBN 978-29-407-0108-7)

## Postérité

### Adaptations cinématographiques
- 1926 : adaptation de La Mère (Мать) par Vsevolod Poudovkine, film muet avec les acteurs Vera Baranovskaïa et Nikolaï Batalov (Musique additionnelle de David Blok en 1935)[31],[32].
- Marc Donskoï a réalisé plusieurs films à partir des œuvres de Gorki : L'Enfance de Gorki (1937), En gagnant mon pain (1938), Mes universités (1939) et en 1954 : La Mère.
- 1936 : adaptation libre des Bas-fonds par Jean Renoir, avec Jean Gabin, Louis Jouvet, Vladimir Sokoloff[33].
- 1956 : Malva adaptation libre des nouvelles Malva et Deux bossiaks («Мальва», «Два босяка»), film soviétique réalisé par Vladimir Braun avec Dzidra Ritenberga dans le rôle principal.
- 1957 : Les Bas-fonds, adaptation très fidèle, en noir et blanc, des Bas-fonds, transposée à Tokyo dans le Japon féodal par le cinéaste japonais Akira Kurosawa avec Toshirō Mifune, Isuzu Yamada, Vassilia Karpovna, Ganjiro Nakamura[33].
- 1971 : adaptation pour la télévision allemande de La Mère par Peter Stein.
- 1976 : Les Tsiganes montent au ciel, film soviétique d'Emil Loteanu, avec Pavel Andreïtchenko, Lialia Tchernaïa, s'inspirant des récits bessarabes de Maxime Gorki.
- 1983 : Les Estivants, pièce représentée à la Comédie-Française, « captation » partiellement tournée par Jacques Rozier.
- 1988 : La Vie de Klim Samguine, téléfilm soviétique en quatorze épisodes de Viktor Titov
- 2021 : La Cure, d'après la pièce Les Enfants du soleil, film français coréalisé par Simon Rembado et Clément Schneider.

### En son honneur

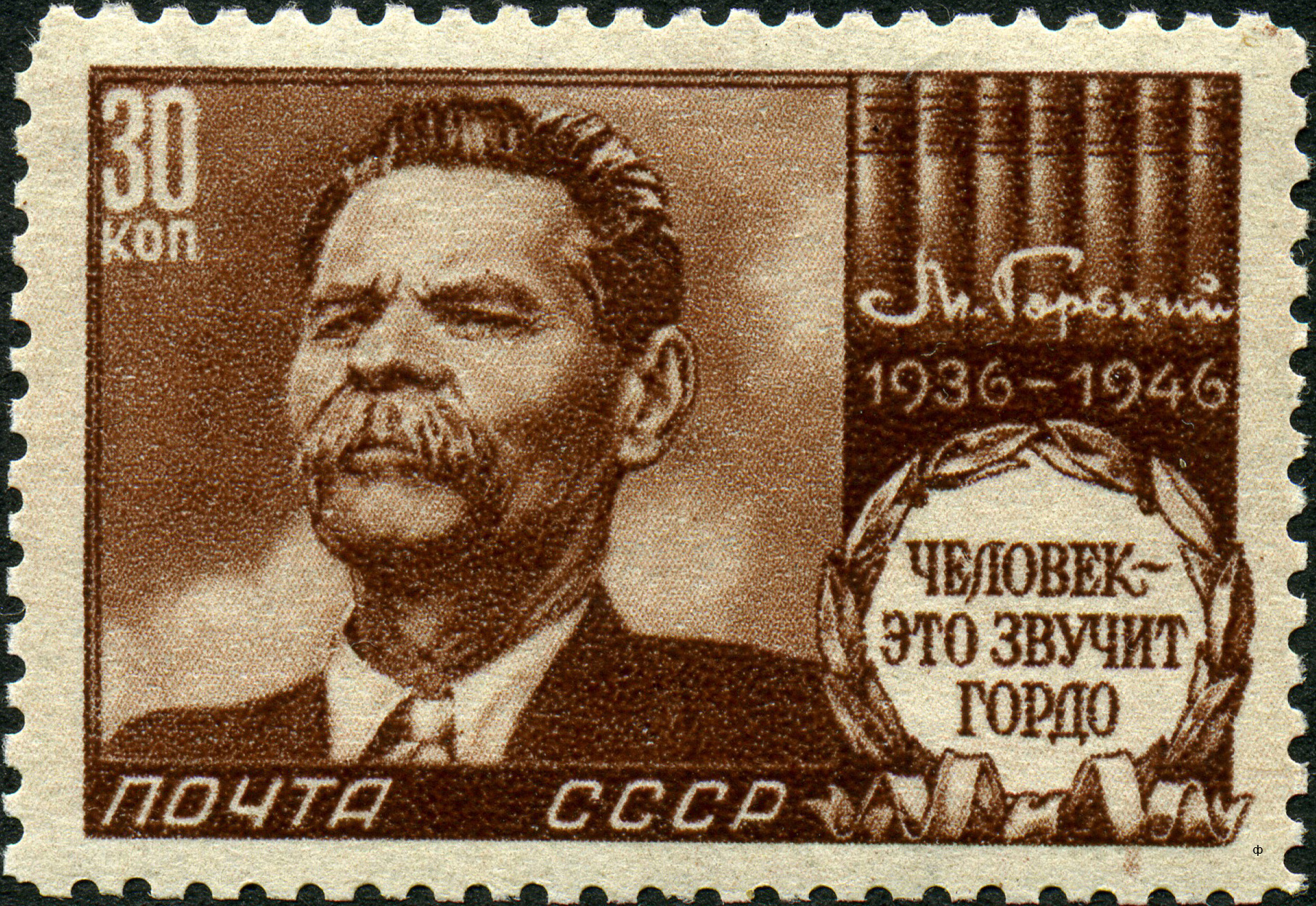
Timbre soviétique en l'honneur de Maxime Gorki.

- La ville natale de l'écrivain russe, Nijni Novgorod, a été rebaptisée Gorki de 1932 à 1991.
- Le musée Gorki, situé à Moscou dans l'ancien hôtel particulier Riabouchinski, est consacré à sa vie et à son œuvre.
- L'institut de littérature Maxime-Gorki est un établissement d'enseignement supérieur, fondé en 1933, et situé à Moscou.
- Le Parc Gorki est un parc d'attractions de la capitale russe.
- Un parc à Vinnytsia.
- Gorki a été honoré dans le monde de la philatélie par des timbres à son effigie.
- Le Tupolev ANT-20 « Maxime Gorki », plus grand avion des années 1930, a été nommé en son honneur. Il s’est écrasé en 1935.
- Le TS Maxim Gorkiy, navire de croisière en service de 1969 à 2009.
- L'astéroïde (2768) Gorky porte son nom.